# Рева Олексій Олександрович
Олексій Олександрович Рева (нар. 8 травня 1953, Артемівськ) — міський голова міста Бахмут Донецької області.

## Життєпис
Має дві вищі освіти за спеціальностями інженер-механік (Український заочний політехнічний інститут) і економіст (Донецький державний університет управління). Військову службу проходив на Північному Військово-Морському флоті.
Працювати почав з Артемівського машинобудівного заводу «Побєда труда», де пройшов шлях від учня зварювальника до начальника цеху ланцюгів.

### Політика
1990 року обраний головою Артемівської міської ради народних депутатів. Після цього обирався на посаду міського голови м. Бахмута у 1991, 1994, 1998, 2002, 2006, 2010, 2020 роках.
У 1990 та 1994 роках обирався депутатом Донецької обласної ради.

### Сім'я
Одружений, має сина та доньку.

## Фільмографія
- 2013 рік — документальний фільм «Алексей Рева»[2]

## Нагороди
За багаторічну сумлінну трудову та громадську діяльність Олексій Олександрович Рева був неодноразово нагороджений численними обласними та державними нагородами та відзнаками:
- 1996 — Почесна відзнака Президента України[3]
- 1997 — Грамота Митрополита Київського і всієї України (УПЦ (МП))
- 2001 — Почесна грамота обласної ради
- 2003 — Почесний знак Донецької обласної ради
- 2003 — Орден «За заслуги» II ступеня[4]
- 2003 — Орден Сергія Радонежського
- Орден «Преподобного Іллі Муромця» II ступеня
- 2006 — Орден «Миколи Чудотворця»
- 2006 — Грамота синоду УПЦ (МП)
- 2007 — Орден «За заслуги» І ступеня[5]
- 2011 — Ювілейна медаль «20 років незалежності України»[6]
- Також має подяку Президента України, нагороджений Почесними грамотами Верховної Ради України та Кабінету Міністрів України.[7]